# Evangelista Torricelli
Evangelista Torricelli (15. října 1608, Řím – 25. října 1647, Florencie) byl italský fyzik a matematik, znám je především díky vynálezu barometru.

## Život
Evangelista Torricelli se narodil v Římě jako prvorozené dítě Gaspara Torricelliho a Cateriny Angetti. Některé prameny uvádějí jako místo narození Faenzu, odkud pocházela jeho matka. Jeho otec byl textilní dělník a rodina byla velmi chudá. Ještě jako malý osiřel, ujal se ho jeho strýc, kamaldulský mnich. Torricelli strávil  dětství a dospívání ve Faenze.  Roku 1624 ho strýc umístil do jezuitské koleje, kde studoval matematiku a filosofii až do roku 1626. Jako nadaný student byl roku 1627 poslán do Říma, aby pokračoval ve studiu pod dozorem benediktina Benedetta Castelliho, profesora matematiky na Collegio della Sapienza v Pise.  Učil se u něho matematiku, mechaniku, hydrauliku a astronomii a v letech 1626–1632 byl jeho tajemníkem.

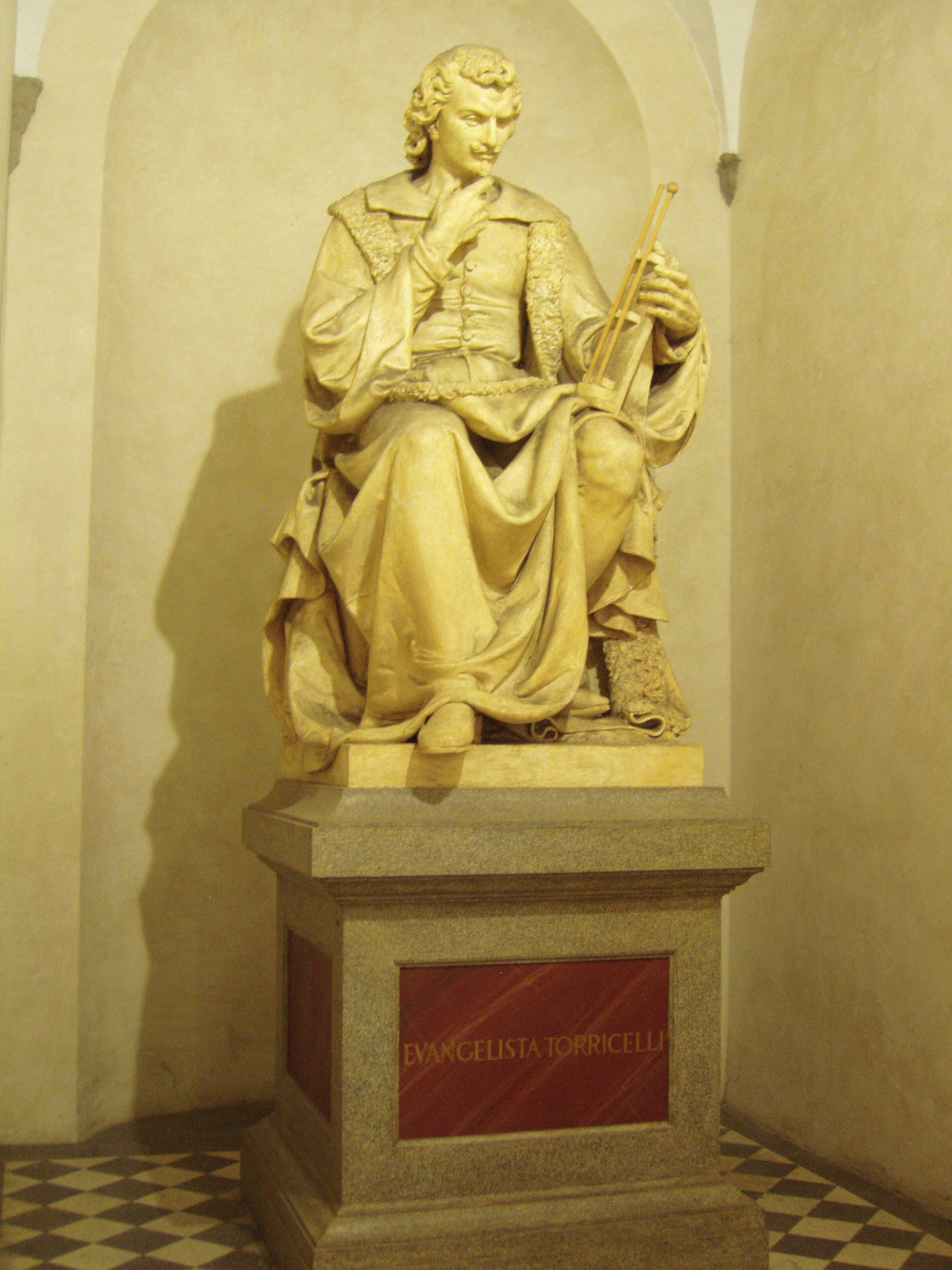
Torricelliho socha v Museo di Storia Naturale di Firenze (Florencie)

Kromě pár dopisů toho není moc známo o Torricelliho aktivitách mezi roky 1632 až 1641. Řadu let prožil  mimo Řím ve službách církevního hodnostáře Giovaniho Ciampoliho, který byl přítelem Galilea Galileiho. Po návratu do Říma předložil k posouzení  rukopis Pojednání o pohybu těles, ve  kterém řešil některé problémy dynamiky. Castelli poslal Torricelliho spis Galileovi, ten byl v té době v domácím vězení ve své vile v Arcetri u Florencie. Doporučil Torricelliho téměř slepému Galileovi za asistenta. Ten tuto funkci vykonával jen tři měsíce, protože Galilei zemřel 8. ledna 1642. Poté přijal nabídku velkovévody Ferdinanda II. Medicejského, aby pokračoval na Galileově postu dvorního matematika a profesora matematiky na akademii ve Florencii. 
V této funkci vyřešil spoustu matematických problémů doby, např. spočítal plochu a těžiště cykloidy. Roku 1644 vyšlo nákladem vévody Ferdinanda Torricelliho dílo Opera geometrica.  Vytvořil také několik teleskopů a mikroskopů, některé větší čočky s jeho vyrytým jménem jsou dodnes uchovány ve Florencii. V roce 1644 trefně poznamenal v dopisu: „Žijeme potopení na dně moře vzduchu.“  Udržoval korespondenci s řadou italských a francouzských matematiků a fyziků.
Torricelli zemřel v nedožitých 40 letech ve Florencii několik dnů poté, co dostal břišní tyfus. Pochován je v kostele sv. Vavřince (San Lorenzo).
Na jeho počest byl pojmenován asteroid 7437 Torricelli a kráter na Měsíci o průměru 22 km.  Jeho jméno nese Torricelliho pohoří na Nové Guineji. 

## Přínos pro vědu

### Pohyb těles
Rozvinul Galileiho nauku o pohybu těles a stanovil obecný princip rovnováhy těles na nakloněné rovině.  Řešil problém dráhy vrženého tělesa v podmínkách zemské přitažlivosti a odporu vzduchu, stál tak u zrodu balistiky.

### Barometr
Torricelliho hlavní vynález byl rtuťový barometr, který vzešel z pozorování praktického problému. Pumpaři toskánského velkovévody se pokoušeli dostat vodu do výšky 12 metrů, zjistili ale, že pomocí sací pumpy se výš než do 10 metrů voda nedostane. Torricelliho napadlo použít rtuť, která je cca 13krát hustější než voda. Jeho pokus s trubicí naplněnou rtutí z roku 1643 se stal základem k měření tlaku vzduchu. Použil 1 metr dlouhou a na jednom konci zaslepenou trubičku, naplnil ji rtutí a postavil ji na výšku do nádržky se rtutí. Sloupec rtuti klesl na hodnotu 76 cm a nad ní vzniklo Torricelliho vakuum. Provedl tzv. Torricelliho pokus. Jak už dnes víme, výška sloupce kolísá podle měnícího se atmosférického tlaku, tak vznikl první barometr. Tento objev mu vysloužil slávu, jednotka torr se dodnes používá při popisu velmi malých tlaků nebo při měření krevního tlaku.

### Torricelliho zákon
Položil základy hydrodynamice  stanovením vztahů pro výtok kapaliny kapaliny otvorem nádoby. Zformuloval Torricelliho zákon, vysvětlující rychlost proudění kapaliny z otvoru na boku nádoby. Jde přitom o speciální případ Bernoulliho rovnice. 

### Matematika
Zabýval se grafickým znázorňováním funkcí, což ho přivedlo k náznakům diferenciálního a integrálního počtu. Podrobně popsal vlastnosti kuželoseček a uvedl analytické řešení i takových případů, jakými je vedení tečny v bodě paraboly. Podařilo se mu určit délky křivek oblouků logaritmické spirály. Je autorem  konstrukce tzv. Torricelliho (Fermatova)  bodu v trojúhelníku, což je bod uvnitř ostroúhlého trojúhelníku, z něhož jsou všechny strany daného trojúhelníku vidět pod úhlem 120◦ . Popsal  zajímavý geometrický útvar, tzv. Torricelliho trumpetu. 

## Vybraná díla
Jeho rukopisy jsou uchovány ve Florencii. Následující se dostaly do tisku:
- Trattato del moto (před rokem 1641)
- Opera geometrica (1644)
- Lezioni accademiche (vytištěno 1715)
- Esperienza dell'argento vivo (Berlin, 1897).

## Pochybnosti o místě  Torricelliho narození
Torricelli používal přídomek  z Faenzy a toto město  bylo dlouho pokládáno za jeho rodiště. Bylo známo, že se narodil 15. října 1608, ale výzkum provedený bezprostředně po jeho smrti v matrikách Faenzy byl neúspěšný. To vyvolalo staletí trvající debatu, během níž se  různá jiná města v Romagni prohlašovala za místa jeho narození. Teprve v roce 1987 našel Giuseppe Bertoni, bývalý ředitel střední školy, která je pojmenována po Torricellim, v matrice pokřtěných baziliky sv. Petra ve Vatikánu 18. října 1608 následující registraci: "Evangelista narozený 15 syn Gaspare de Ruberti a Jacoba manželka mimo Porta Angelica pokřtěná Josephem Dominicim". 
Podle tohoto zápisu je zřejmé, že se Torricelli narodil v Římě a jeho otec se jmenoval Gaspare Ruberti, kdežto matka se jmenovala Giacoma Torricelli a pocházela z Faenzy. Evangelista Torricelli tedy používal příjmení své matky.  